# Pinotxo 3000
Pinotxo 3000 (títol original en anglès: Pinocchio 3000, també P3K, Pinocchio the Robot) és una pel·lícula d'animació franco-canadenco-hispano-alemanya de 2004, dirigida per Daniel Robichaud. Ha estat doblada al català.

## Argument
Al futur, l'any 3000, a la ciutat de Scamboville s'aixeca una bonica caseta on resideix Gepetto. Gràcies a l'ajuda del pingüí Spencer i de la fada Cyberina, acaba de crear un prototip de robot ultra-eficient: Pinotxo. El petit robot sap parlar, ballar, cantar i fins i tot riure sense tanmateix ser un autèntic nen. La fada Cyberina li ha fet la promesa de convertir-lo en un noi quan haurà après a distingir entre el be i el mal Per a això, li dona un nas màgic que creixerà amb cadascuna de les seves mentides.

## Repartiment
| Personatge | Veu en anglès     |
| ---------- | ----------------- |
| Pinotxo    | Sonja Ball        |
| Geppetto   | Howard Ryshpan    |
| Cyberina   | Whoopi Goldberg   |
| Scamboli   | Malcolm McDowell  |
| Marlene    | Helena Evangeliou |
| Spencer    | Howie Mandel      |
| Cynthia    | Gabrielle Elfassy |
| Casa       | Ellen David       |

## Premis[calcitació]
- 2004: Goya a la millor pel·lícula d'animació
- 2004 Festival d'Annecy: Secció oficial llargmetratges a concurs